# 福村博
福村 博（ふくむら ひろし、1949年2月21日 - ）は、日本のジャズ・トロンボーン奏者である。
福村は、ニューイングランド音楽院でアメリカ留学していた時期を除き、1970年代のほとんどを渡辺貞夫と共に演奏した。1973年にスタジオ・レコーディングやライブ・リリースのため、向井滋春をサイドマンとして含む自身のクインテットを率いた。彼はネイティブ・サンのメンバーを務めたほか、本田竹広、ギル・エヴァンス、土岐英史らと共に仕事してきた。 

## ディスコグラフィ

### ソロ・アルバム
- 『モーニング・フライト』 - Morning Flight (1973年、Three Blind Mice)
- 『ライブ～ファースト・フライト～』 - Live:First Flight (1973年、Trio)
- 『ハント・アップ・ウインド』 - Hunt Up Wind (1978年、Flying Disk) ※with 渡辺貞夫
- 『ナイス・デイ』 - Nice Day (1981年、Insights)
- 『ホット・ショット』 - Hot Shot (1985年、Morning)